# Cephalophorus
Cephalophorus é um gênero de mamíferos que faz parte da tribo Cephalophini, da subfamília Antilopinae, da família dos bovídeos. Integra um grupo de animais conhecidos como cabritos-da-floresta, ou duikers-da-floresta, juntamente com os gêneros Cephalophula, Cephalophus, Leucocephalophus e Sylvicapra. O gênero Cephalophorus contém 11 espécies:
- Cephalophorus brookei — Cabrito-de-brooke
- Cephalophorus callipygus — Cabrito-de-peters
- Cephalophorus kivuensis
- Cephalophorus leucogaster — Cabrito-de-ventre-branco
- Cephalophorus natalensis — Cabrito-vermelho
- Cephalophorus niger — Cabrito-negro
- Cephalophorus nigrifrons — Bâmbi-de-testa-negra
- Cephalophorus ogilbyi — Cabrito-de-ogilby
- Cephalophorus rubidus
- Cephalophorus rufilatus — Cabra-do-mato-vermelha
- Cephalophorus weynsi — Cabrito-de-weyns